# Плімут Тауншип (округ Лузерн, Пенсільванія)
Плімут Тауншип (англ. Plymouth Township) — селище (англ. township) в США, в окрузі Лузерн штату Пенсільванія. Населення — 1717 осіб (2020).

## Демографія
Згідно з переписом 2010 року, у селищі мешкало 1812 осіб у 780 домогосподарствах у складі 530 родин. Було 894 помешкання
Расовий склад населення:
| - 98,6 % — білих - 0,4 % — чорних або афроамериканців - 0,1 % — корінних американців |

До двох чи більше рас належало 0,3 %. Частка іспаномовних становила 0,9 % від усіх жителів.
За віковим діапазоном населення розподілялося таким чином: 18,1 % — особи молодші 18 років, 63,1 % — особи у віці 18—64 років, 18,8 % — особи у віці 65 років та старші. Медіана віку мешканця становила 45,6 року. На 100 осіб жіночої статі у селищі припадало 101,3 чоловіків;  на 100 жінок у віці від 18 років та старших — 99,2 чоловіків також старших 18 років.
Середній дохід на одне домашнє господарство  становив 63 419 доларів США (медіана — 53 977), а середній дохід на одну сім'ю — 71 246 доларів (медіана — 68 438). Медіана доходів становила 46 573 долари для чоловіків та 30 893 долари для жінок. За межею бідності перебувало 10,7 % осіб, у тому числі 17,1 % дітей у віці до 18 років та 13,3 % осіб у віці 65 років та старших.
Цивільне працевлаштоване населення становило 888 осіб. Основні галузі зайнятості: освіта, охорона здоров'я та соціальна допомога — 30,2 %, роздрібна торгівля — 10,8 %, виробництво — 8,1 %, транспорт — 7,5 %.